# Ваздухопловна база Робинс
Ваздухопловна база Робинс (енгл. Robins Air Force Base) насељено је место без административног статуса у америчкој савезној држави Џорџија.

## Демографија
По попису из 2010. године број становника је 1.170, што је 2.779 (-70,4%) становника мање него 2000. године.
| Група             | 2000.         | 2010.       |
| Белци             | 2.174 (55,1%) | 791 (67,6%) |
| Афроамериканци    | 1.271 (32,2%) | 216 (18,5%) |
| Азијати           | 106 (2,7%)    | 25 (2,1%)   |
| Хиспаноамериканци | 195 (4,9%)    | 108 (9,2%)  |
| Укупно            | 3.949         | 1.170       |